# Franco Bironi
Franco Bironi (Rivarolo, 9 febbraio 1925 – Genova, 25 gennaio 1990) è stato un calciatore italiano, di ruolo centrocampista o attaccante.

## Carriera
Ala, giocò per tre stagioni al Genoa in Serie A, nelle quali scese in campo complessivamente tre volte.

## Palmarès

### Competizioni giovanili
- Campionato Ragazzi: 1

Genova 1893: 1942